# Clio cuspidata
Clio cuspidata är en snäckart som först beskrevs av Bosc 1802.  Clio cuspidata ingår i släktet Clio och familjen Cavoliniidae. Inga underarter finns listade i Catalogue of Life.